# Mario y Sonic en los Juegos Olímpicos (serie)
La serie de videojuegos de Mario & Sonic en los Juegos Olímpicos (Mario & Sonic at The Olympic Games) fue una serie de videojuegos deportivos basados en los Juegos Olímpicos. Estos videojuegos han sido desarrollados y distribuidos por Sega exceptuando en Japón, donde son distribuidos por Nintendo.
En esta serie de videojuegos, los personajes de ambas franquicias (tanto la de Mario como la de Sonic) compiten en diferentes deportes olímpicos en los que se basan, pudiendo ser Juegos Olímpicos de verano o Juegos Olímpicos de invierno.
El primer videojuego de la serie fue Mario & Sonic en los Juegos Olímpicos, desarrollado para las videoconsolas Wii y Nintendo DS y basado en los Juegos Olímpicos de Pekín 2008, y desde entonces ha habido un videojuego de Mario & Sonic por cada celebración de los diferentes Juegos Olímpicos, exceptuando de los Juegos Olímpicos de Pieonchang 2018 de los que no hubo videojuego en la serie. No obstante, después de una pausa breve, la serie regresó en 2019, con una nueva entrega titulada Mario & Sonic en los Juegos Olímpicos Tokio 2020, lanzado para el Nintendo Switch; y ambientada en los Juegos Olímpicos de Tokio 2020. En 2024, se canceló la serie y no hubo juego para las Olimpiadas de París 2024

## Videojuegos

### Juegos Olímpicos de verano

#### Mario y Sonic en los Juegos Olímpicos
- Fecha de salida: 2007 (Wii), 2008 (NDS)
- Basado en: XXIX Juegos Olímpicos celebrados en Pekín en 2008
- Lanzado para: Wii, Nintendo DS

#### Mario y Sonic en los Juegos Olímpicos London 2012
- Fecha de salida: 2011 (Wii), 2012 (3DS)
- Basado en: XXX Juegos Olímpicos celebrados en Londres en 2012
- Lanzado para: Wii, Nintendo 3DS

#### Mario y Sonic en los Juegos Olímpicos Río 2016
- Fecha de salida: 2016
- Basado en: XXXI Juegos Olímpicos  celebrados en Río de Janeiro en 2016.
- Lanzado para: Nintendo 3DS y Wii U

#### Mario y Sonic en los Juegos Olímpicos Tokio 2020
- Fecha de salida: 2019
- Basado en: XXXII Juegos Olímpicos celebrados en Tokio en 2020.
- Lanzado para: Nintendo Switch

### Juegos Olímpicos de invierno

#### Mario y Sonic en los Juegos Olímpicos de Invierno
- Fecha de salida: 2009
- Basado en: XXXI Juegos Olímpicos de Invierno celebrados en Vancouver en 2010.
- Lanzado para: Wii, Nintendo DS

#### Mario y Sonic en los Juegos Olímpicos de Invierno Sochi 2014
- Fecha de salida: 2013
- Basado en: XXXII Juegos Olímpicos de Invierno celebrados en Sochi en 2014.
- Lanzado para: Wii U

## Personajes jugables de Mario
- Mario
- Luigi
- Princesa Peach
- Princesa Daisy
- Yoshi
- Birdo
- Toad
- Rosalina
- Wario
- Waluigi
- Bowser
- Bowser Jr.
- Koopalines
- Donkey Kong
- Diddy Kong
- Caco Gazapo

## Personajes jugables de Sonic
- Sonic
- Tails
- Knuckles
- Amy
- Blaze
- Rouge
- Silver
- Cream
- Vector
- Espio
- Shadow
- Doctor Eggman
- Metal Sonic
- E-123 Omega
- Wave the swallow
- Sticks
- Jet